# سربازسالاری

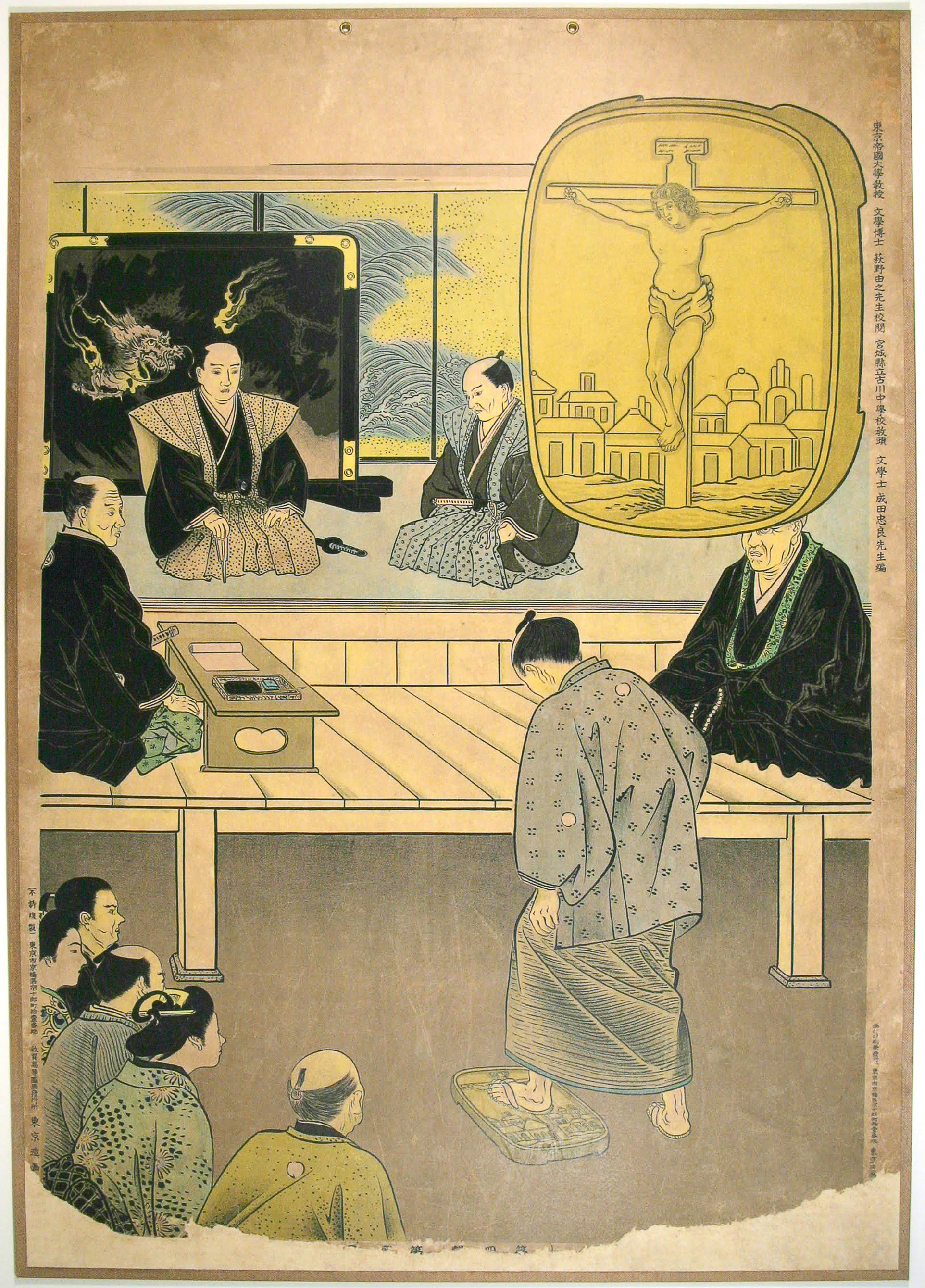
شوگون‌سالاری توکوگاوا نمونه‌ای از یک حکومت ارتش‌سالار است.

ارتش‌سالاری(به انگلیسی: Stratocracy) چگونگی نوعی از حکومت است که توسط رهبران و مقامات ارتش رهبری می‌شود.این نوع از حکومت با دیکتاتوری نظامی و خونتا که قدرت سیاسی ارتشی تحمیل نشده یا حتی توسط دیگر قوانین حمایت نشده متفاوت است.